# V. I. Lenin tại Razliv vào năm 1917
V. I. Lenin tại Razliv vào năm 1917, nhan đề gốc tiếng Nga là В. И. Ленин в Разливе в 1917 году, là một bức tranh sơn dầu được sáng tác bởi họa sĩ người Nga A. A. Rylov vào năm 1934. Tới năm 1959, Viện Bảo tàng Nga ở Sankt-Peterburg còn lưu giữ hai phiên bản khác nhau của bức tranh này. Thời Liên Xô, tác phẩm này trở thành chủ đề được giảng dạy trong các buổi học tiếng Nga trên lớp. Nhà sử học nghệ thuật Alexey Fedorov-Davydov cho rằng bức tranh là sự kết hợp nhuần nhuyễn giữa hai dòng tranh lịch sử và phong cảnh, với phong cách trữ tình và kỷ niệm, và có thể được coi là một trong những tác phẩm xuất sắc nhất buổi cuối sự nghiệp hội họa của Rylov.

## Lịch sử sáng tác và số phận của bức tranh
Khoảng thời gian nương náu ngoài vòng pháp luật của V. I. Lenin tại Razliv vào mùa hè năm 1917 là một trong những chủ đề nổi bật của nền hội họa Liên Xô. Các tác phẩm như Lenin và Stalin ở Razliv [Ленин и Сталин в Разливе] (1940) bởi N. N. Zhukov, Lenin ở Razliv [Ленин в Разливе] (1948) bởi А. А. Plastov, Lenin ở Razliv [Ленин в Разливе] (1949) bởi nhóm Kukryniksy, Y. M. Sverdlov và V. I. Lenin ở Razliv [Я. М. Свердлов у В. И. Ленина в Разливе] (1937) bởi А. М. Lyubimov, S. K. Ordzhonikidze và V. I. Lenin ở Razliv [Г. К. Орджоникидзе у В. И. Ленина в Разливе] (1953) bởi V. А. Serov,  Lenin ở Razliv [Ленин в Разливе] (1953) bởi E. S. Shcherbakov và V. I. Lenin ở Razliv [B. И. Ленин в Разливе] (1950) bởi G. V. Kiyanchenko, cùng nhiều tác phẩm khác, được chính quyền Xô viết bảo trợ và khuyến khích nhằm xây dựng hình tượng hoàn mỹ về vị lãnh tụ Đảng, nhà cách mạng và nhà tư tưởng vang danh toàn cầu.

## Bối cảnh lịch sử và đặc điểm nghệ thuật

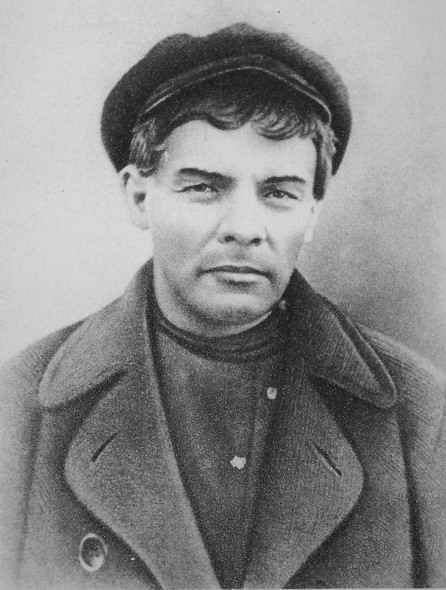
Lenin giả danh anh công nhân K. P. Ivanov (chụp trước tháng 8 năm 1917).

Nội dung bức tranh dựa trên một sự kiện lịch sử có thật vào năm 1917. Sau cuộc biểu tình bất thành vào những ngày Tháng Bảy 1917 ở Petrograd, Chính phủ Lâm thời Nga ban lệnh truy nã gắt gao các nhà lãnh đạo Đảng Bolshevik. Theo một số sử liệu, tư lệnh Quân khu Petrograd lúc bấy giờ, Tướng Pyotr Polovtsev, đã cho phép chỉ huy tiểu đoàn truy bắt có quyền được xử bắn Lenin ngay tại chỗ. Với tình hình đó, Lenin nhanh chóng chạy khỏi Petrograd để tìm nơi trú ẩn an toàn hơn.